# A Mágica de Pensar Grande
A Mágica de Pensar Grande, publicado pela primeira vez em 1959, é um livro de auto-ajuda do autor David Schwartz.
O livro, que já vendeu mais de 4 milhões de cópias, ajuda pessoas a definir seus objetivos e pensar positivamente para alcançá-los. O autor dá um passo-a-passo sobre como conseguir o que se quer, alterando os seus padrões  e hábitos de pensamento.
Em cada capítulo deste livro você encontrará dezenas de ideias firmes, princípios e práticas que possibilitam dominar e direcionar o pensamento positivo. Cada técnica é ilustrada com uma história real de vida. Descobre-se como aplicar cada princípio às situações e aos problemas do momento presente. Há programas específicos para prosperar no trabalho, nos relacionamentos, na vida pessoal e familiar. Para alcançar o sucesso é preciso antes de tudo acreditar em si próprio e canalizar a força da convicção para as suas metas mais nobres.